# Grand prix de l'héroïne Marie France
Le grand prix littéraire de l'héroïne Marie France, créé en 2004, est composé d'un jury de personnalités ainsi que de lectrices et de journalistes du mensuel Marie France.

## Liste des lauréats
- 2004 : Justine Lévy pour Rien de grave (Stock)